# 유이×미노∼유이미노∼
유이×미노∼유이미노∼(唯×実〜ユイみの〜)는 일본 도쿄, 오사카, 나고야와 대한민국, 중국, 미국에서 활동하고 있는 "중성 비즈알 유닛토"이다.

## 멤버
가난 유이(雅南ユイ)
다케이 미노리(朶恵みのり)

## 활동 기록
- 세계 코스프레 사밋 2009 대한민국 예선 게스트 연기 (2009/6/8)

## 음반
연월일은 일본에서 발표됐을 날. 한국에서 미발표 작품을 포함한다.

### CD
1. アヤツリニンゲン 조종인간 (2008년11월8일)
2. FREEDOM 프리덤(2009년7월1일)
3. Replay 리플레이(2009년9월19일)

### 참가 작품
- Super Cosplesson Vol.2 (2008년3월12일)
  - 두 곡 참가 「熱の鍵(열의 열쇠」「－カザハ－(－가자하－)」
- 게임 메로메로 규터 마법 소녀의 중용하는 거(2009년9월25일)
  - OP 주제가「愛。温度。(사랑. 온도)」
  - ED 주제가「コロイド―ワタシのカタチ―(－코로이드－내 모양)」